# Théoneste Bagosora
Théoneste Bagosora, né le 16 août 1941 dans la commune de Giciye (préfecture Gisenyi, Rwanda) et mort le 25 septembre 2021 à Bamako (Mali), est un officier des Forces armées rwandaises condamné par le Tribunal pénal international pour le Rwanda à 35 ans de prison pour génocide, crimes contre l'humanité et crimes de guerre. Il est considéré comme le cerveau du génocide des Tutsi de 1994,.

## Biographie

### Études et carrière militaire
Théoneste Bagosora fait ses études primaires à Rambura, puis ses études secondaires au Petit séminaire de Nyundo. Il suit ensuite un cursus à l’École des officiers de Kigali et est diplômé d’une licence en sciences sociales et militaires. Il termine ses études en janvier 1964 en tant que sous-lieutenant. Il obtient le grade de colonel en 1989.
Il obtient en décembre 1981 le brevet des études militaires supérieures de l’École supérieure de guerre française. Il est aussi auditeur de l'Institut des hautes études de défense nationale.

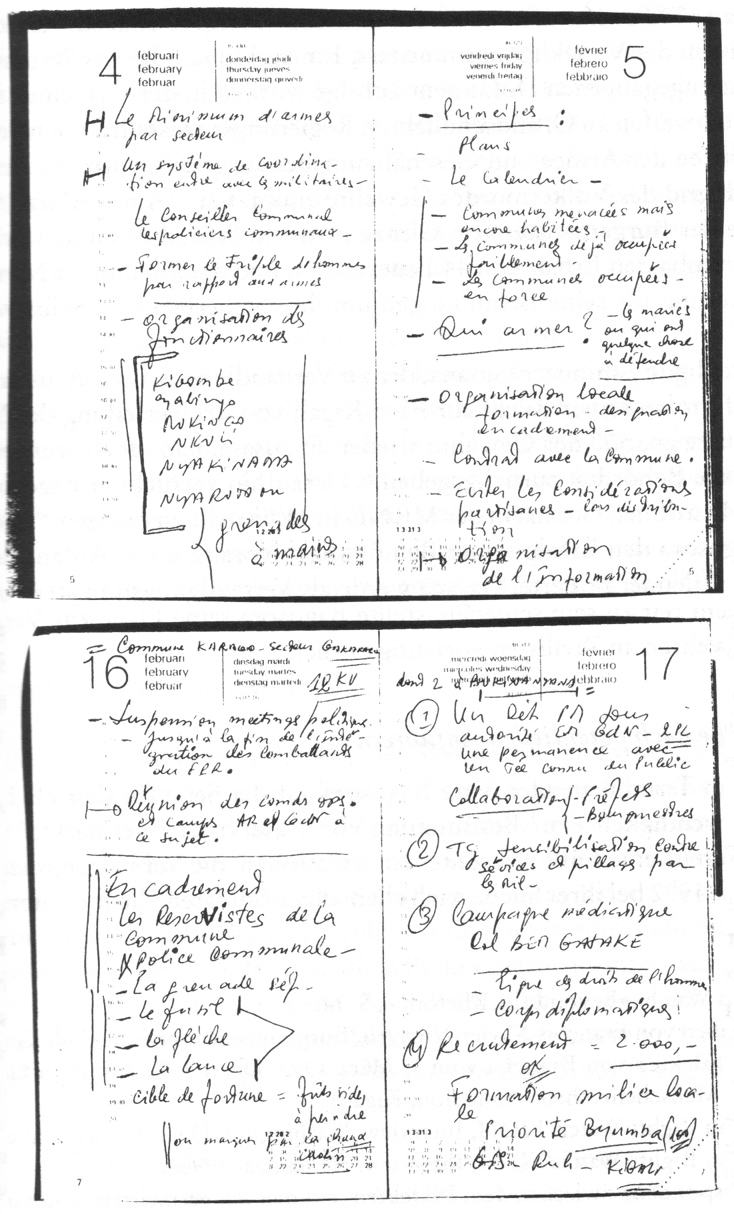
Pages de l'agenda de Théoneste Bagosora en février 1993 montrant des éléments du programme d'« auto-défense civile ».

Occupant plusieurs hautes fonctions au sein des Forces armées rwandaises (FAR), il est successivement commandant en second de l’école supérieure militaire, puis commandant du camp militaire de Kanombe. Il obtient le poste de directeur de cabinet au ministère de la Défense en juin 1992.
Il est mis à la retraite avec le grade de colonel le 23 septembre 1993 mais reste au poste de directeur de cabinet du ministère de la Défense jusqu’à sa fuite à Goma le 14 juillet 1994.

### Rôle avant le déclenchement du génocide
Membre de l'Akazu (les proches de la famille du président de la République), il joue un rôle déterminant dans la création du « Réseau zéro » en 1992, un escadron de la mort comprenant des civils et militaires qui participe à des massacres génocidaires. Interrogé à ce propos en septembre 1994 dans La Marche du siècle, il profère des menaces de mort filmées contre un journaliste de France 3,.
Il participe aux négociations des accords d'Arusha au cours desquelles il entre régulièrement en conflit avec le Ministre des affaires étrangères en raison des concessions accordées au Front patriotique rwandais.

### Rôle pendant le génocide

#### Hypothèse d'un rôle dans la préparation de l'attentat
Une note déclassifiée de la DGSE datée du 22 septembre 1994 le désigne, avec Laurent Serubuga, ancien chef d’état-major des FAR, comme étant l'un des commanditaires de l'attentat du 6 avril qui constitue le signal de lancement du génocide des Tutsi. Le service de renseignement précise que les deux hommes « se sont longtemps considérés comme les héritiers légitimes du régime » et que leur mise à la retraite a provoqué en chaîne « un lourd ressentiment » et un rapprochement avec Agathe Habyarimana, la veuve du président, considérée comme l'une des représentantes de la mouvance radicale du régime. La note conclut que l'exécution de ministres d'opposition modérés et de Tutsi « moins d’une demi-heure après l’explosion du Falcon présidentiel, confirmerait le haut degré de préparation de cette opération »,.

#### Premières heures suivant l'attentat
Dans la nuit du 6 au 7 avril 1994 qui suit l'attentat contre l'avion présidentiel, il s'oppose à ce que le pouvoir soit exercé par la première ministre, Agathe Uwilingiyimana, malgré l'insistance du général Dallaire, commandant la MINUAR, et celle de Jacques Roger Booh-Booh, représentant spécial du secrétaire général de l'ONU à Kigali. Il préside un comité de crise qui exerce le pouvoir jusqu'à la formation d'un gouvernement intérimaire au sein de l'ambassade de France. Il refuse également qu'Agathe Uwilingiyimana lise un message d'appel au calme à la radio le matin du 7 avril. Celle-ci est assassinée au matin par la garde présidentielle, ainsi que dix casques bleus belges chargés de la protéger,, ce massacre ayant pour conséquence le retrait des forces internationales du pays. Surnommé « le Himmler du Rwanda », il est à l'origine de la formation du gouvernement intérimaire rwandais qui met en place l'organisation concrète du génocide visant à exterminer les Tutsi.

#### Livraison d'armes en juin
En 2005, au cours de son procès, il reconnaît que des armes ont été livrées au cours du génocide alors qu'un embargo avait été imposé au préalable par l'ONU. Selon une plainte déposée en France contre la BNP Paribas, le groupe aurait contribué au financement de cette opération illégale. Pour obtenir les 80 tonnes d'armes, le colonel Bagosora passe par un intermédiaire, Petrus Willem Ehlers — ancien secrétaire particulier de Pieter Willem Botha : l'enquête menée par les autorités judiciaires suisses démontre que l'intermédiaire reçoit sur son compte de l'Union bancaire privée deux virements en provenance de la Banque nationale du Rwanda les 14 et 16 juin 1994 qui correspondent aux achats, ordre de paiement validé par la BNP. L'argent est ensuite transféré aux Seychelles,.

### Procès devant le Tribunal pénal international pour le Rwanda
À la victoire du FPR en juillet 1994, le colonel Bagosora  prend la fuite et s'installe à Goma. Il est arrêté le 9 mars 1996 au Cameroun et transféré à Arusha en Tanzanie le 23 janvier 1997. Il est alors poursuivi pour génocide, entente en vue de commettre le génocide, complicité de génocide, incitation publique et directe à commettre le génocide, crimes contre l’humanité, et violations de l’art. 3 commun aux Conventions de Genève et de son deuxième Protocole additionnel. Théoneste Bagosora est considéré par le Tribunal pénal international pour le Rwanda comme étant la plus haute autorité militaire au Rwanda au début du génocide des Tutsi.
Le procès de Théoneste Bagosora est joint à celui de trois autres officiers des FAR dans le « procès des militaires » : Gratien Kabiligi, Aloys Ntabakuze et Anatole Nsengiyumva. Ce mécanisme, qui permet de gagner du temps en évitant de multiplier les procédures, est également employé dans le cadre du procès des médias de la haine.
Le procès s'ouvre en avril 2002 en l'absence des accusés qui refusent de comparaître pour protester contre des déclarations de témoins et le délai dans lequel certains documents leur ont été remis. Selon le Bureau du Procureur représenté par Chile Eboe-Osuji, le haut gradé est au cœur de la préparation et de la planification du génocide dès 1990 qui inclut « entre autres, le recours à la haine et à la violence ethnique, l'entraînement et la distribution d'armes aux miliciens, ainsi que la confection de listes de personnes à éliminer », Théoneste Bagosora ayant déclaré à plusieurs reprises « que la solution à la guerre était de faire sombrer le pays dans l'apocalypse pour éliminer tous les Tutsis et ainsi assurer une paix durable ».
Le 18 décembre 2008, le colonel Bagosora est condamné à la prison à perpétuité pour les meurtres du Premier ministre Agathe Uwilingiyimana, du Président de la Cour constitutionnelle Joseph Kavaruganda, du ministre de l'Agriculture Frédéric Nzamurambaho, du ministre du Travail Landoald Ndasingwa, du ministre de l'Information Faustin Rucogoza (en), du directeur de la banque rwandaise du développement Augustin Maharangari, de dix casques bleus belges, d’Alphonse Kabiligi, de même que des crimes commis à divers barrages routiers dans la région de Kigali, ainsi que des meurtres ciblés perpétrés le 7 avril au matin dans la ville de Gisenyi. Il est innocenté du chef d'accusation d'entente en vue de commettre un génocide.
Théoneste Bagosora fait appel en contestant le fait qu'il ait été informé des événements ainsi que le rôle primordial qu'on lui attribue. Un second procès a lieu en 2011. Dans son verdict, la chambre d'appel maintient la conclusion selon laquelle Bagosora était la plus haute autorité militaire du Rwanda entre le 6 et le 9 avril 1994. Cependant, contrairement aux juges de première instance, la chambre estime que le colonel Bagosora n'a pas ordonné directement certains des crimes commis, mais que ces derniers ont été commis sous son autorité, qu'il savait qu'ils allaient être commis et n'a rien fait ni pour les empêcher alors qu'il en avait les moyens, ni pour punir les coupables, raisons pour lesquelles sa responsabilité est pénalement engagée selon l'article 6, paragraphe 3 du Statut du TPIR. La chambre d'appel estime également qu'on ne peut imputer au colonel Bagosora les crimes commis à Gisenyi le 7 avril. En conséquence, la chambre d'appel confirme sa culpabilité pour génocide, crimes contre l'humanité et crimes de guerre, mais réduit finalement sa peine à 35 ans de prison,.
Il purge sa peine dans un centre pénitentiaire du Mali jusqu'à son décès en 2021.

### Documentation
- [PDF] Commission de recherche sur les archives françaises relatives au Rwanda et au génocide des Tutsi, La France, le Rwanda et le génocide des Tutsi (1990-1994), Paris, Armand Collin, 2021, 992 p. (ISBN 9782200632656, lire en ligne).
- Maria Malagardis, « Rwanda : ultime sanction pour le « colonel de l’apocalypse » », sur Libération, 26 septembre 2021 (consulté le 28 septembre 2021)
- [PDF] TPIR, Chambre de 1e instance I, « Le Procureur c. Bagosora et al. (Military I) : Jugement portant condamnation », sur unictr.irmct.org, 18 décembre 2008 (consulté le 26 septembre 2021)
- [PDF] TPIR, Chambre d’appel, « Le Procureur c. T. Bagosora & A. Nsengiyumva : Arrêt », sur unictr.irmct.org, 14 décembre 2011 (consulté le 26 septembre 2021)